# Liste der Biografien/Cep
Liste der Biografien |
Portal Biografien |
Personensuche
# |
A |
B |
C |
D |
E |
F |
G |
H |
I |
J |
K |
L |
M |
N |
O |
P |
Q |
R |
S |
T |
U |
V |
W |
X |
Y |
Z |
?
 
Ca |
Cb |
Cc |
Ce |
Ch |
Ci |
Cj |
Ck |
Cl |
Cm |
Cn |
Co |
Cr |
Cs |
Ct |
Cu |
Cv |
Cw |
Cy |
Cz
 
Cea |
Ceb |
Cec |
Ced |
Cee |
Cef |
Ceg |
Ceh |
Cei |
Cej |
Cek |
Cel |
Cem |
Cen |
Ceo |
Cep |
Cer |
Ces |
Cet |
Ceu |
Cev |
Cey |
Cez
Die Liste der Biografien führt alle Personen auf, die in der deutschsprachigen Wikipedia einen Artikel haben. Dieses ist eine Teilliste mit 53 Einträgen von Personen, deren Namen mit den Buchstaben „Cep“ beginnt.

## Cep
- Čep, Jan (1902–1973), tschechischer Schriftsteller und Übersetzer
- Čep, Tomáš (1886–1959), tschechoslowakischer Soziologe

### Cepa
- Čepaitis, Virgilijus Juozas (* 1937), litauischer Literat und Politiker, Mitglied des Seimas
- Cepák, Bohumil (1951–2021), tschechoslowakischer Handballspieler
- Čepas, Vytautas (* 1948), litauischer Psychologe, Politiker und Bürgermeister von Klaipėda

### Cepc
- Čepčianský, Ladislav (1931–2021), tschechoslowakischer Kanute

### Cepe
- Cepeda Castro, Iván (* 1962), kolumbianischer Menschenrechtsanwalt und Politiker
- Cepeda Escobedo, José Arturo (* 1969), mexikanischer Geistlicher, römisch-katholischer Bischof
- Cepeda, Alexander (* 1998), ecuadorianischer Radrennfahrer
- Cepeda, Angie (* 1974), kolumbianische SchauspielerinAngie Cepeda (* 1974)

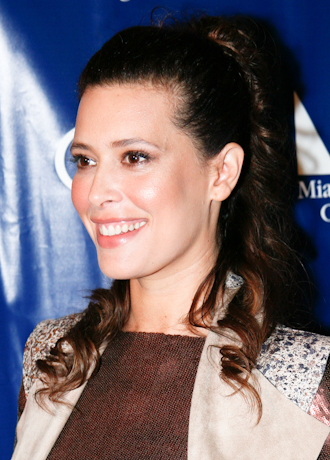
Angie Cepeda (* 1974)

- Cepeda, António, osttimoresischer Politiker
- Cepeda, António Tilman (* 1965), osttimoresischer Politiker
- Cepeda, Boris (* 1974), deutsch-ecuadorianischer Pianist, Dirigent, Arrangeur, Diplomat und Kulturmanager
- Cepeda, Cláudia, brasilianische Schauspielerin
- Cepeda, Fausto (1939–2022), dominikanischer Opernsänger (Bariton)
- Cepeda, Francisco (1906–1935), spanischer Radrennfahrer
- Cepeda, Francisco Tilman (* 1963), osttimoresischer Beamter und Diplomat
- Cepeda, Jefferson (* 1996), ecuadorianischer Radrennfahrer
- Cepeda, Julio (* 1932), mexikanischer Radrennfahrer
- Cepeda, Lucas (* 2002), chilenischer Fußballspieler
- Cepeda, Onésimo (1937–2022), mexikanischer Geistlicher und römisch-katholischer Bischof von Ecatepec
- Cepeda, Orlando (1937–2024), puerto-ricanischer Baseballspieler in der Major League Baseball
- Cepeda, William (* 1960), amerikanischer Jazzmusiker puerto-ricanischer Herkunft
- Cepeda, Wilson (* 1980), kolumbianischer Straßenradrennfahrer
- Cepede Royg, Verónica (* 1992), paraguayische Tennisspielerin
- Čepek, Petr (1940–1994), tschechischer Schauspieler
- Cepek, Radim (* 1975), tschechischer Unihockeyspieler und -trainer
- Čepelák, Ladislav (1924–2000), tschechischer Maler, Graphiker und Illustrator
- Čepelová, Jana (* 1993), slowakische Tennisspielerin
- Čepelytė, Agnė (* 1995), litauische Tennisspielerin
- Ceperley, David Matthew (* 1949), US-amerikanischer Physiker
- Cepero, Danny (* 1985), US-amerikanischer Fußballtorhüter
- Cepero, Paco (* 1942), spanischer Flamenco-Gitarrist

### Ceph
- Cephas, John (1930–2009), US-amerikanischer Gitarrist und Sänger

### Cepi
- Čepić, Radojica (* 2002), montenegrinischer Handballspieler
- Čepička, Alexej (1910–1990), tschechoslowakischer Politiker
- Cepil, Józef (* 1960), polnischer Politiker, Mitglied des Sejm
- Čepinskis, Vilhelmas (* 1977), litauischer Geiger

### Cepk
- Cepkin, Hayko (* 1978), türkisch-armenischer MusikerHayko Cepkin (* 1978)

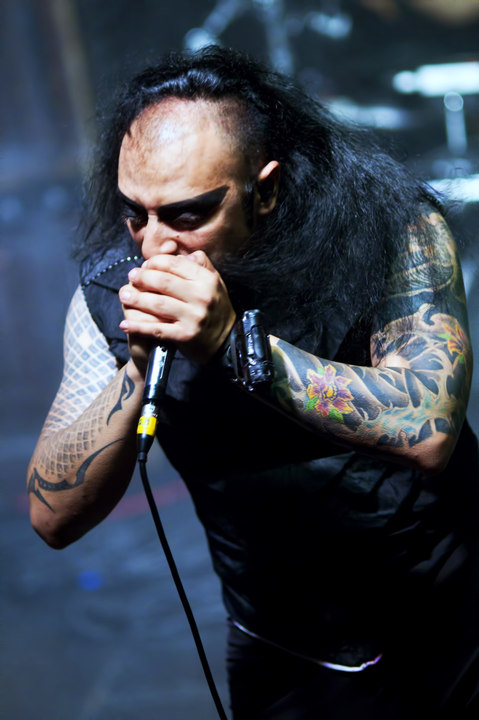
Hayko Cepkin (* 1978)

### Cepl
- Cepl, August (1858–1917), österreichischer Kunstschlosser und Bergsteiger
- Cepl, Vojtěch (1938–2009), tschechischer Jurist
- Cepl-Kaufmann, Gertrude (* 1942), deutsche Literaturwissenschaftlerin
- Čeplak, Jolanda (* 1976), slowenische Mittelstreckenläuferin und Olympiadritte
- Čeplevičiūtė, Valentina (* 1954), litauische Journalistin

### Cepo
- Čepononis, Antanas (* 1959), litauischer Lehrer und Politiker
- Ceporinus († 1525), Schweizer Philologe

### Cepp
- Ceppelini, Pablo (* 1991), uruguayischer Fußballspieler
- Ceppetelli, Giuseppe (1846–1917), italienischer Geistlicher
- Ceppi, Carlo (1829–1921), italienischer Architekt
- Ceppitelli, Luca (* 1989), italienischer Fußballspieler

### Cepu
- Čepulis, Gediminas (* 1963), litauischer Politiker
- Čepulis, Jonas (1939–2015), sowjetischer Boxer
- Cepuran, Ethan (* 2000), US-amerikanischer Eisschnellläufer